# Bürgerrecht
Die Bürgerrechte sind die Rechte, die sich auf das Verhältnis zwischen Bürger und Staat beziehen. In der Europäischen Union (EU) sind diese als kleiner Teil der Charta der Grundrechte der Europäischen Union in den Art. 39–46 definiert: Wahlrecht auf EU- und kommunaler Ebene, Recht auf eine gute Verwaltung, Recht auf Zugang zu Dokumentationen, Bürgerbeauftragte, Petitionsrecht, Freizügigkeit und diplomatischer Schutz.

## Überblick
Unter Bürgerrechten versteht man im Allgemeinen nur solche Rechte, die sich auf das Verhältnis zwischen Bürger und Staat beziehen, weniger auf das Verhältnis von Einwohnern des Staates untereinander.
Der Status eines Bürgers und die damit verbundenen Bürgerrechte standen nicht immer allen Einwohnern eines Landes oder einer Stadt zu. So war in mittelalterlichen Stadtverfassungen das Stadtbürgerrecht ein Privileg, das nur bestimmten Einwohnern der Stadt zuteilwurde.
Die Bürgerrechte knüpfen heute meist an die Staatsangehörigkeit an. Die Ausübung bestimmter Bürgerrechte, insbesondere das aktive und passive Wahlrecht ist außerdem an das Erreichen bestimmter Altersgrenzen gebunden. Neben Kindern und Jugendlichen sind auch Erwachsene bei Aberkennung ihrer bürgerlicher Ehrenrechte von der Ausübung ausgeschlossen.
Den staatsbürgerlichen Rechten stehen die staatsbürgerlichen Pflichten also Bürgerpflichten wie die Wehrpflicht gegenüber.

## Begriffliche Abgrenzung
Das Bürgerrecht ist vom Bürgerlichen Recht zu unterscheiden: Bürgerliches Recht ist eine andere Bezeichnung für Privatrecht/Zivilrecht, während Bürgerrechte dem öffentlichen Recht zugeordnet werden.
Des Weiteren sind Bürgerrechte von den Menschenrechten zu unterscheiden, die allen Menschen überall zustehen (sollten), egal welchem Staat sie angehören oder in welchem sie sich gerade aufhalten. Anknüpfungspunkt der Bürgerrechte ist die Staatsbürgerschaft und das Bekenntnis zu einem Gemeinwesen, um an dessen Gestaltung teilzunehmen (beispielsweise Wahlen auf Kommunal- oder Staatsebene, oder Meinungsfreiheit). Anknüpfungspunkt der Menschenrechte ist das Mensch-Sein selbst – kraft Mensch-Seins kommen jedem Mensch Rechte zu, die nicht von einer Staatsbürgerschaft abhängen (beispielsweise Recht auf Leben, oder das Recht auf Freiheit).
Häufig wird der Begriff Bürgerrechte aber nicht näher definiert und von sogenannten Bürgerrechtsbewegungen als Abwehrrechte der Bürger gegen den Staat verwendet. Dabei sind meistens aber die Grundrechte oder Menschenrechte gemeint, sodass die Verwendung des Begriffes Bürgerrechte umstritten ist.

## Geschichte

### Antikes Rom
Ein römischer Bürger hatte überall im Römischen Reich politische, juristische und Menschenrechte (Römisches Bürgerrecht). Im Jahr 46 v. Chr. führte Julius Cäsar das Bürgerrecht für eingewanderte griechische Ärzte in Rom ein.

### Mittelalterliches Stadtbürgerrecht
Die Ursprünge des Bürgerrechts sind eng mit den mittelalterlichen Stadtrechten verbunden. Die Verleihung der Stadtbürgerrechte erfolgte in vielen europäischen Städten in der Zeit zwischen dem Mittelalter und zu Beginn des 20. Jahrhunderts durch Aufnahme in die Bürgerrolle und die Erteilung des Bürgerbriefes. Grundlage hierfür waren zumeist ein Antrag auf Aufnahme sowie der Nachweis bestimmter erworbener oder ererbter Voraussetzungen (Einkommensnachweis, Grundeigentum, Zunftzugehörigkeit, Leumund, Bürgereid u. a.).
Die Bürger unterschieden sich in ihrer Rechtsstellung insbesondere von den nicht einheimischen Beisassen. Bürger konnte nur sein, wer
- ein bestimmtes Lebensalter erreicht hatte;
- Hausbesitz und Eigentum in der Stadt nachwies (Erbschaft) oder neu anlegte;
- von der bereits bestehenden Bürgerschaft aufgenommen wurde;
- Steuern und Abgaben leistete;
- Wehrdienst zur Verteidigung der Stadt leistete.

Nur Bürger hatten das Wahlrecht zur Stadtregierung, das als Zensuswahlrecht bis in das 20. Jahrhundert in vielen Regionen Europas Bestand hatte. Das Bürgerrecht insbesondere der Freien und Reichsstädte war mit dem Recht des (niederen) Adels durchaus vergleichbar. So erreichte noch zur Kaiserzeit in vielen Städten Deutschlands der Anteil der Bürger an der Einwohnerschaft kaum 10 %.
In Teilen Deutschlands existierten Stadtbürgerrechte bis in die 1870er Jahre fort, so in Bayern und in Hessen-Nassau.

### Neuzeit
In Preußen bestimmte jedoch schon seit 1831 der faktische Wohnsitz und nicht das verliehene Bürgerrecht die Gemeindezugehörigkeit. Seit der Novelle der Gewerbeordnung 1849 wurden hier auch die Ständeprivilegien teilweise aufgehoben, also geburtsständische Kriterien stärker durch Leistung ersetzt. So wurden die Zünfte entprivilegiert, Gewerbe und Bürgerrecht entkoppelt. Seit 1872 verloren in Preußen auch die Rittergutsbesitzer ihre persönliche Stimmberechtigung auf den Kreistagen; ihre Rechte waren danach ökonomisch im Rahmen des preußischen Dreiklassenwahlrechts definiert.

## Situation in Deutschland
In Deutschland bilden die Bürgerrechte zusammen mit den Menschenrechten die Grundrechte nach dem Grundgesetz für die Bundesrepublik Deutschland, insbesondere Art. 8, Art. 9, Art. 12 und Art. 16 GG. Bürgerrechte (jeder Deutsche …; kein Deutscher …) stehen ausschließlich Deutschen zu, Menschenrechte (jeder …; niemand …) allen Menschen. Die Bezeichnung „ausländische Mitbürger“ ist insofern ein Euphemismus, der ihren wahren rechtlichen Status als Menschen ohne (deutsche) Bürgerrechte verschleiert. Auf verschiedene Bürgerrechte, z. B. das Recht auf Freizügigkeit, können sich laut EU-Verträgen auch Bürger anderer EU-Staaten berufen.